# Amee Slam
Pour les articles homonymes, voir Bamba et Slam.
 (mai 2025).
La mise en forme du texte ne suit pas les recommandations de Wikipédia : il faut le « wikifier ».
Les points d'amélioration suivants sont les cas les plus fréquents. Le détail des points à revoir est peut-être précisé sur la page de discussion.
- Les titres sont pré-formatés par le logiciel. Ils ne sont ni en capitales, ni en gras.
- Le texte ne doit pas être écrit en capitales (les noms de famille non plus), ni en gras, ni en italique, ni en « petit »…
- Le gras n'est utilisé que pour surligner le titre de l'article dans l'introduction, une seule fois.
- L'italique est rarement utilisé : mots en langue étrangère, titres d'œuvres, noms de bateaux, etc.
- Les citations ne sont pas en italique mais en corps de texte normal. Elles sont entourées par des guillemets français : « et ».
- Les listes à puces sont à éviter, des paragraphes rédigés étant largement préférés. Les tableaux sont à réserver à la présentation de données structurées (résultats, etc.).
- Les appels de note de bas de page (petits chiffres en exposant, introduits par l'outil «  Source ») sont à placer entre la fin de phrase et le point final[comme ça].
- Les liens internes (vers d'autres articles de Wikipédia) sont à choisir avec parcimonie. Créez des liens vers des articles approfondissant le sujet. Les termes génériques sans rapport avec le sujet sont à éviter, ainsi que les répétitions de liens vers un même terme.
- Les liens externes sont à placer uniquement dans une section « Liens externes », à la fin de l'article. Ces liens sont à choisir avec parcimonie suivant les règles définies. Si un lien sert de source à l'article, son insertion dans le texte est à faire par les notes de bas de page.
- La présentation des références doit suivre les conventions bibliographiques. Il est recommandé d'utiliser les modèles {{Ouvrage}}, {{Chapitre}}, {{Article}}, {{Lien web}} et/ou {{Bibliographie}}. Le mode d'édition visuel peut mettre en forme automatiquement les références.
- Insérer une infobox (cadre d'informations à droite) n'est pas obligatoire pour parachever la mise en page.

Pour une aide détaillée, merci de consulter Aide:Wikification.
Si vous pensez que ces points ont été résolus, vous pouvez retirer ce bandeau et améliorer la mise en forme d'un autre article.
Amee Slam de son vrai nom Aminata Bamba, née le 25 juillet 1985 à Bouaké en Côte d'Ivoire, est une artiste-slameuse, de nationalité ivoirienne,,,.

## Biographie

### Enfance et débuts
Amee a vu le jour le 25 juillet 1985 à Bouaké. Son enfance s'est déroulée dans le nord-ouest de la Côte d'Ivoire, plus précisément à Samatiguila, où son père avait été muté.
Pour son adolescence ,ce fut  dans la ville de Bouaké, située au centre de la Côte d'Ivoire, où elle a obtenu son Brevet d'études du Premier Cycle (BEPC). Influencée par les mangas, elle a également développé un intérêt pour le dessin à partir de l'âge de quatorze ans. À cette même période, elle a commencé à écrire, s'adonnant à la composition de textes de chansons et de poèmes.
Après avoir réussi son baccalauréat littéraire au Lycée Mamie Adjoua à Yamoussoukro, Amee a poursuivi ses études en faculté de droit à l'Université de Cocody (Université Félix Houphouët Boigny). Elle y a obtenu une Maîtrise en Droit des Affaires et a été admise au Diplôme d'études Supérieures en fiscalité des entreprises.
Parallèlement à ses études, elle a participé à des télécrochets, notamment au Concours de chant Star Karaoké sur la RTI1 en 2008, et a fait des apparitions dans des rubriques de l'émission Podium sur la même chaîne. En 2009, elle a remporté le concours "3 R Révélation", mettant en avant ses talents en composition de texte et de chant dans la catégorie RNB. L'année suivante, elle s'est inscrite à l'atelier d'écriture "Mots pour Maux", dirigé par le chanteur Kajeem, où elle a fait sa première performance slam le 22 janvier 2010 au Goethe Institut de Côte d'Ivoire,.

#### Carrière
En 2010, débute son aventure sur les réseaux sociaux, partageant ainsi ses compositions.
En décembre 2013, elle se distingue en étant choisie parmi les dix meilleurs slameurs de Côte d'Ivoire dans le cadre du projet itinérant africain "The Spoken Word Project". En 2014, elle prend part à la création de l'association "Collectif Au Nom Du Slam", lauréate du 3e prix d'excellence de la République de Côte d'Ivoire dans la catégorie des arts vivants en 2018,,.
Pendant neuf années, Amee exerce dans le monde de l'entreprise tout en poursuivant son parcours artistique, notamment au sein de sociétés du monde audiovisuel. À partir de 2019, elle se consacre entièrement à une carrière artistique, accumulant plus d'une centaine de performances, participant à plus d'une trentaine de festivals, et se produisant sur plus d'une centaine de scènes en Afrique, en Europe, et en Amérique,.
Parallèlement à sa carrière artistique, elle assume diverses fonctions administratives liées aux industries culturelles et créatives. Dès la création du Collectif au Nom du Slam, elle en assure la communication, occupe le poste de vice-présidente pendant quatre années, puis est élue présidente en décembre 2022. En dehors de ses responsabilités au sein du collectif, elle a participé activement en tant que co-responsable de la Commission Littérature aux Jeux de La Francophonie "Abidjan 2017". De plus, elle devient Ambassadrice de la Côte d'Ivoire pour la Coupe d'Afrique dès 2020, ainsi que pour la Coupe du Monde WSPO de Slam Poésie. En 2023, elle est honorée en tant que membre du Comité Artistique International au Masa (Marché des Arts et du Spectacle d'Abidjan).

#### Expérience Cinématographique
Elle joue un rôle d'actrice dans le long métrage "Ligne 19" réalisé par Owell Brown,. Elle fait également une apparition dans son propre rôle dans la série "Orange Sucrées" dirigée par Alex Ogou. De plus, elle est présente dans la série "MTV Suga Babi" réalisée par Will Niava.

#### Prix
Lauréate du titre d'Artiste de l’année au Liliwomen Festival 2023, elle a également été couronnée Slameuse de l’année lors de cet événement. Elle a remporté le prestigieux titre de Meilleure Slameuse aux African Talent Awards 2023. De plus, elle a été honorée par un Prix Spécial de la CEDEAO pour le Slam au MASA 2020, devenant ainsi la première récipiendaire de cette distinction depuis sa création. Son engagement envers la lutte contre les violences faites aux femmes a été reconnu avec le Prix Meilleure Slameuse en 2021, et elle a également été distinguée par le Prix Parcours Inspirant Leadership au Féminin la même année. En 2009, elle a été révélée par le Concours 3R Révélation, remportant le Prix Révélation RnB,.

##### Nominations
Elle a été nommée pour la catégorie Meilleure Performance aux Awards du Rire Africain en 2022. De plus, elle a reçu des nominations dans les catégories Primud Femme de l'Art et Meilleur Slameuse en 2022. En 2021, elle a été nommée dans la catégorie Primud Femme de l'Art, marquant le fait d'être la première Slameuse à recevoir une nomination aux Primud. En 2020, elle a été nommée pour le titre de Meilleure Artiste Féminine aux African Talent Awards.

#### Concert-Spectacles
Elle s'est produite dans un concert-spectacle appelé N’Zassa à l'Institut Français de Côte d’Ivoire le 29 avril 2023,,. De plus, elle a réalisé un showcase au Bao Café lors de la soirée "If You Got Soul" en 2017.

## Discographie

### Single
Côte d'Ivoire Zo 2024
Seigneur faut sciencer 2023.
Le cœur a ses raisons 2023.
Confession (Je suis fan) 2023.
Allo ici la terre  2022.
Solo  2022.
Schizo 2022.
Ose!  2022.
Où est l'amour 2021.
Femme poème 2021.
Au commencement 2019.